# 鮑姆貝格 (加利福尼亞州)
鮑姆伯格（英語：Baumberg）是位於美國加利福尼亞州阿拉米達縣的一個非建制地區。該地的面積和人口皆未知。

## 地理
鮑姆伯格的座標為37°37′15″N 122°06′01″W / 37.62083°N 122.10028°W，而該地的平均海拔高度為5米（即16英尺）。